# Kwintsheul
Kwintsheul (Westlands: De Heul) is een dorp in de gemeente Westland, provincie Zuid-Holland. Het dorp telt 4.405 inwoners (2023), en behoorde voor de gemeentelijke herindeling van de Westlandse gemeenten De Lier, 's-Gravenzande, Monster, Naaldwijk en Wateringen tot de gemeente Wateringen.
Het dorp (door de inwoners zelf De Heul genoemd) ligt aan de doorgaande weg (N466) tussen Naaldwijk en Wateringen en aan de Holle Watering – Lange Watering die loopt van Den Haag Zuid-West, de Uithof, naar 't Woudt. Het oudste nog overgebleven deel van Kwintsheul is gelegen langs de Lange Watering. In de loop van de tijd is het dorp uitgebreid met een aantal nieuwbouwwijken. In Kwintsheul staat de katholieke Sint-Andreaskerk uit 1893. Aan de Heulweg en de Hollewatering staat een tweetal bezienswaardige boerderijen uit respectievelijk de 18e en de 16e eeuw.
De inwoners van het dorp worden vaak 'Heulenaars' genoemd.
Het rijksmonument Hollewatering 26 is een van de eerste tuindersbedrijven in het Westland. Op het terrein bevindt zich ook een watertoren die voor bevloeiing is gebruikt.

## Geschiedenis

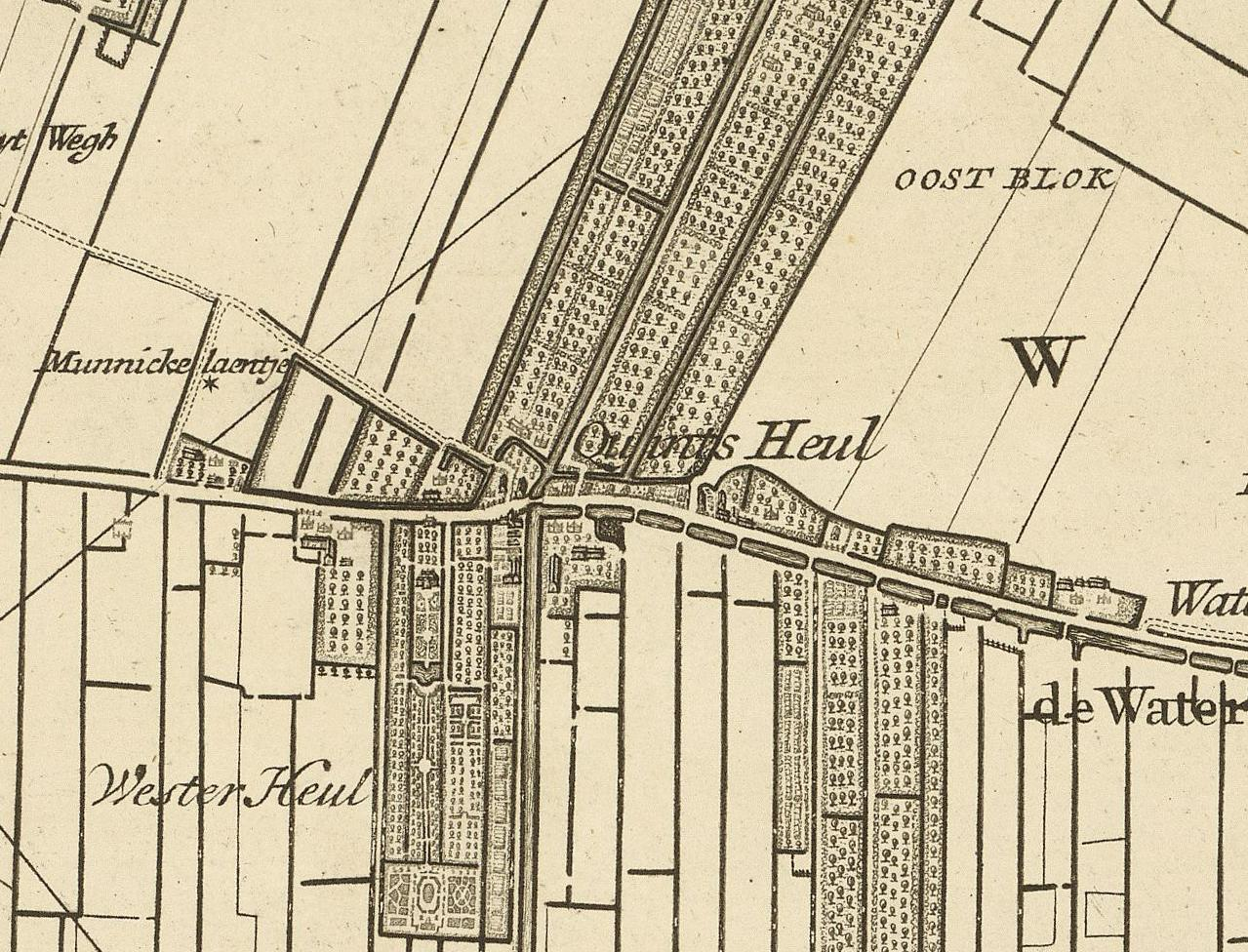
Kwintsheul, of Quints Heul op een kaart uit 1712

In de dertiende eeuw zou het dorpje voor het eerst zijn genoemd bij een schenking van goederen door keizer Arnulf aan een zekere graaf Gerald. Bij deze goederen hoorde ook een landgoed te Huul. Er wordt aangenomen aan dat met dit Huul het dorp Kwintsheul werd bedoeld.
Het woord heul zou wijzen op een opening in een dijk die de verbinding vormde tussen de aan beide zijden van de dijk stromende wateren. Vaak werd een dergelijke heul door een brug overwelfd. Quints verwijst naar een water bij Kwintsheul dat rond 1280-1287 vermeld wordt als quintes wateringhe.
Karakteristiek voor het dorp waren de ronde bruggetjes die de huizen aan de overkant van het water met de weg naar Wateringen verbonden.
Aan het eind van de 19e eeuw werd Kwintsheul een zelfstandige parochie en werd er een houten hulpkerk gebouwd. Deze kerk werd een aantal jaren later, in 1893, vervangen door een stenen kerkgebouw met een slanke toren, de Sint-Andreaskerk. Naast de kerk werden een school en een onderwijzerswoning gebouwd en aan de overkant van de Kerkstraat werd een bejaardentehuis gebouwd, dat de naam Huize Maria kreeg. Op die plaats staat anno 2012 een vestiging van de Rabobank. In 1906 werd in Kwintsheul de Fruit– en Groentenveilingsvereniging Kwintsheul opgericht die tot 1976 zelfstandig bleef.

## Sport
Kwintsheul kent een grote sportvereniging: Sport Federatie Quintus met diverse onderverenigingen (handbal, gymnastiek, voetbal, volleybal, badminton etc.). De oudste tak is de handbalvereniging Quintus, opgericht in 1950. Sinds 1986 is er in Kwintsheul ook een wielerronde.

## Foto's

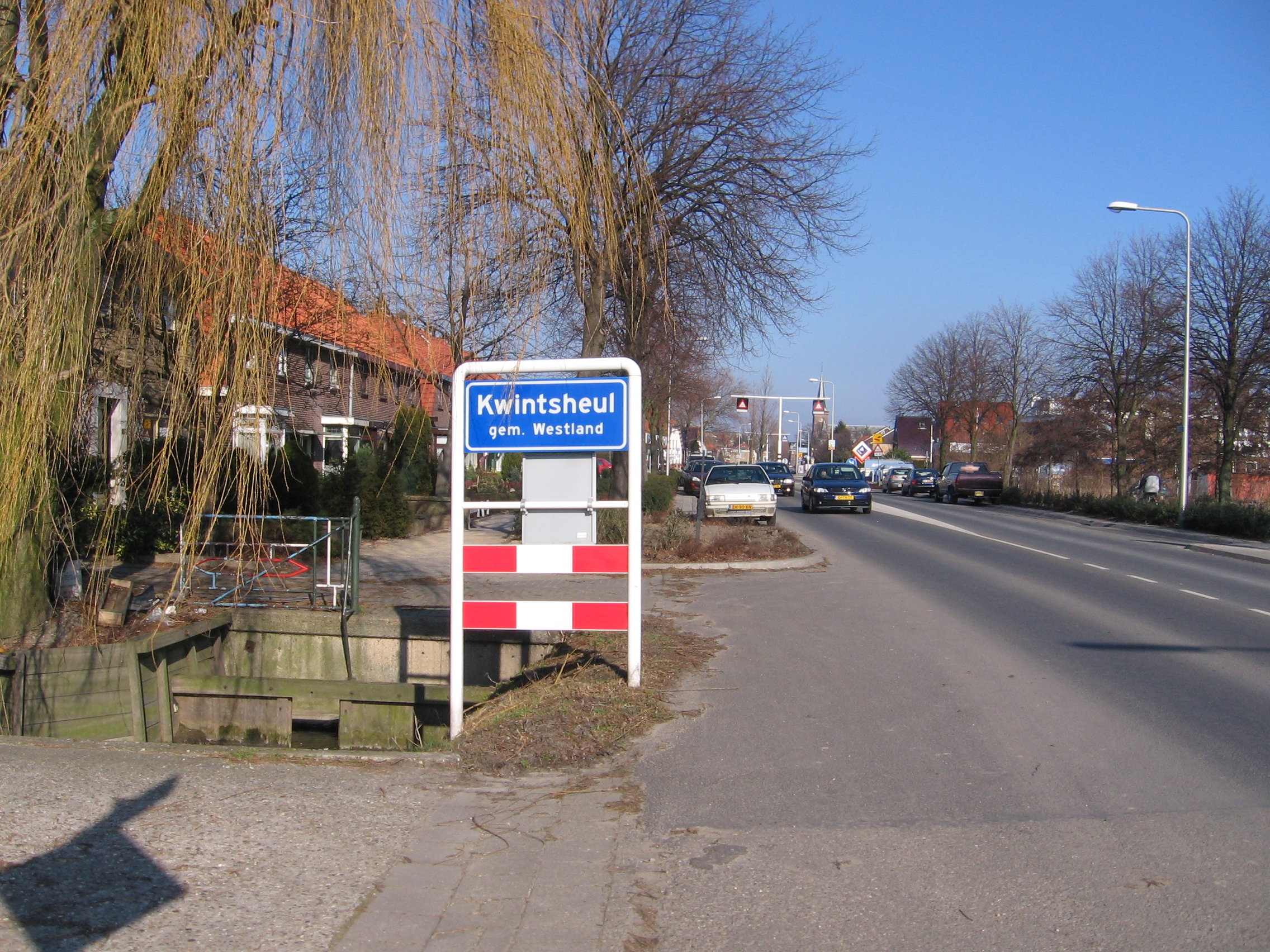
Entree Kwintsheul
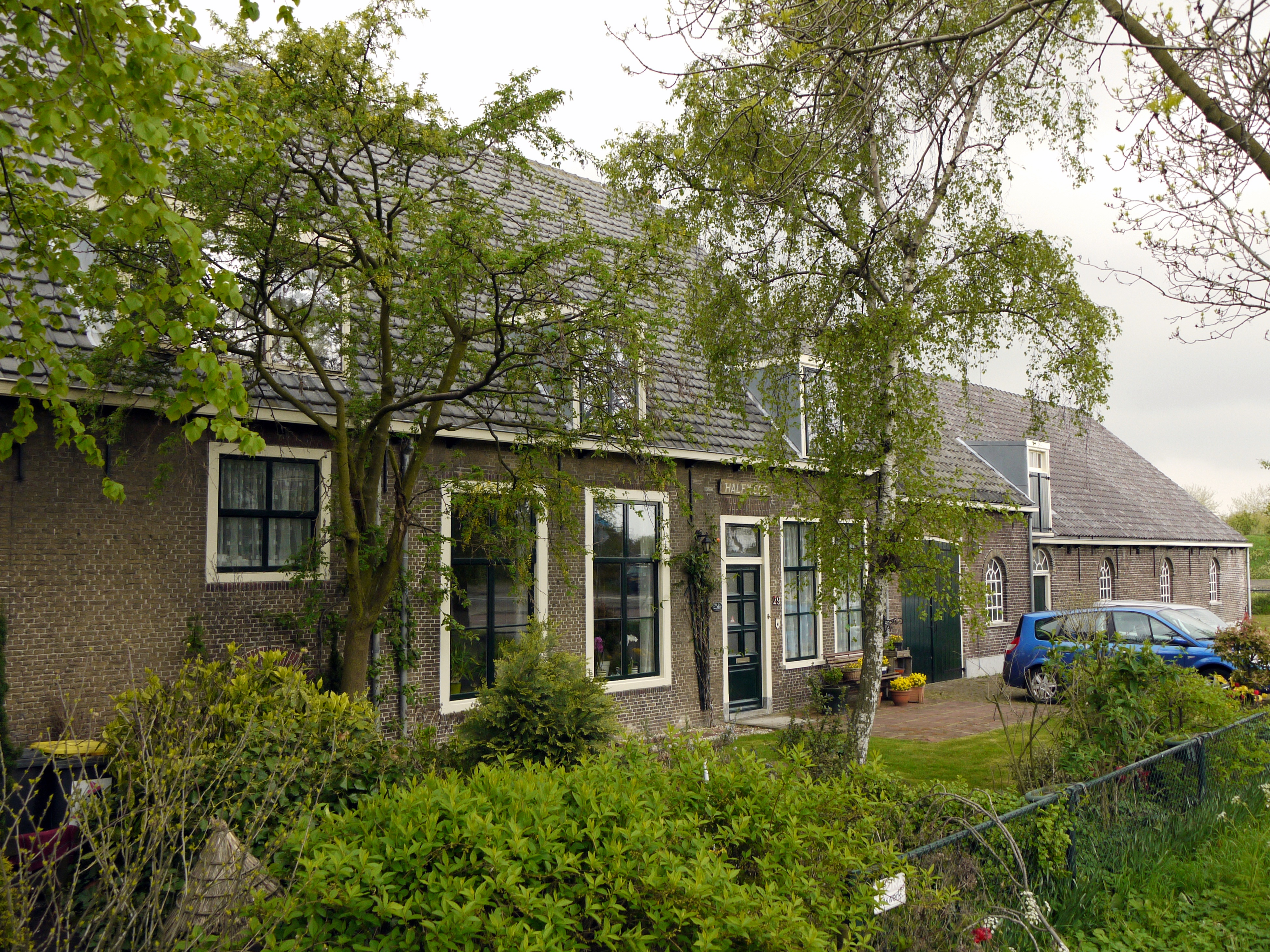
Tuinderswoning Heulweg
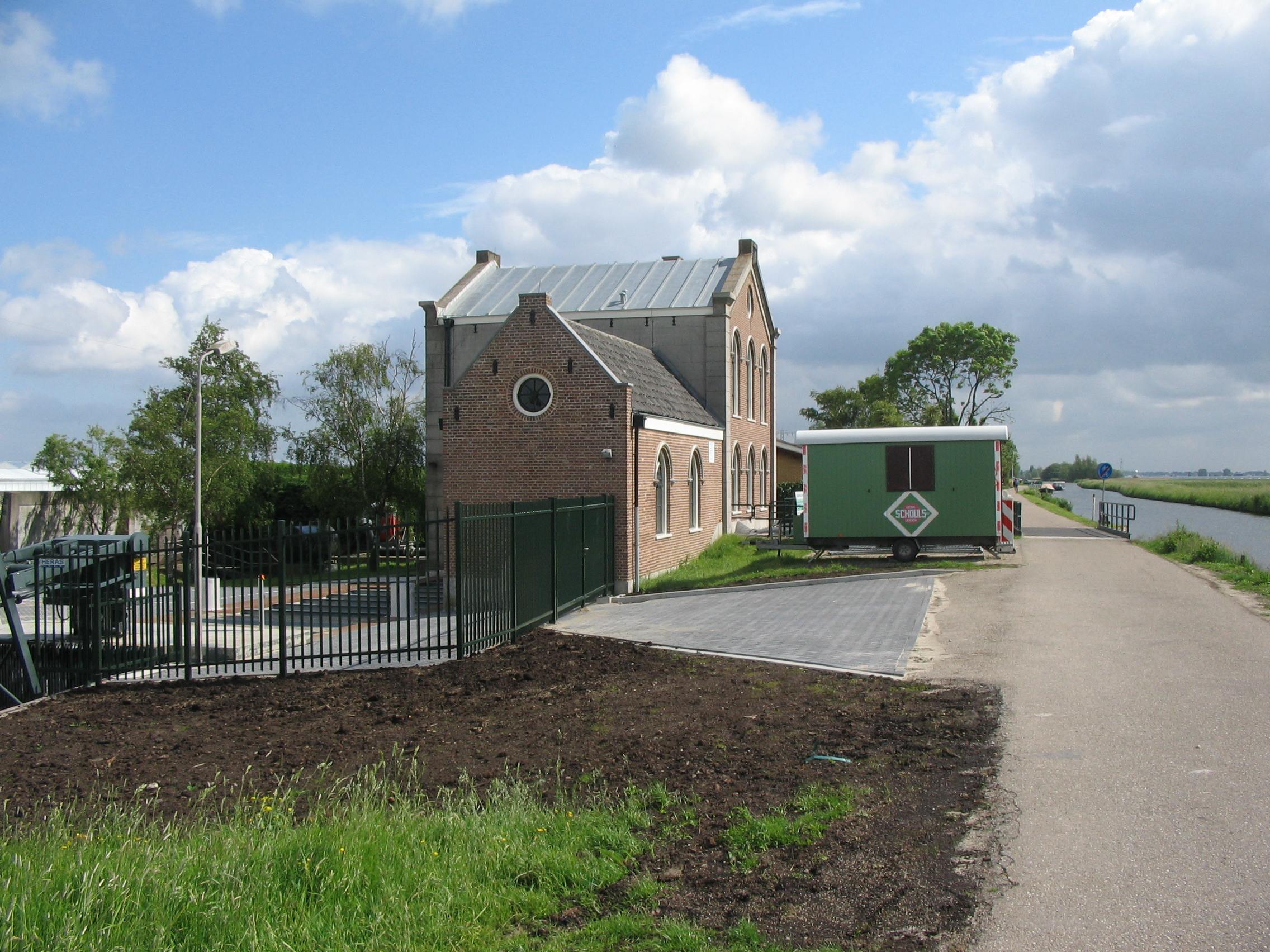
Gemaal Oude en Nieuwe Broekpolder
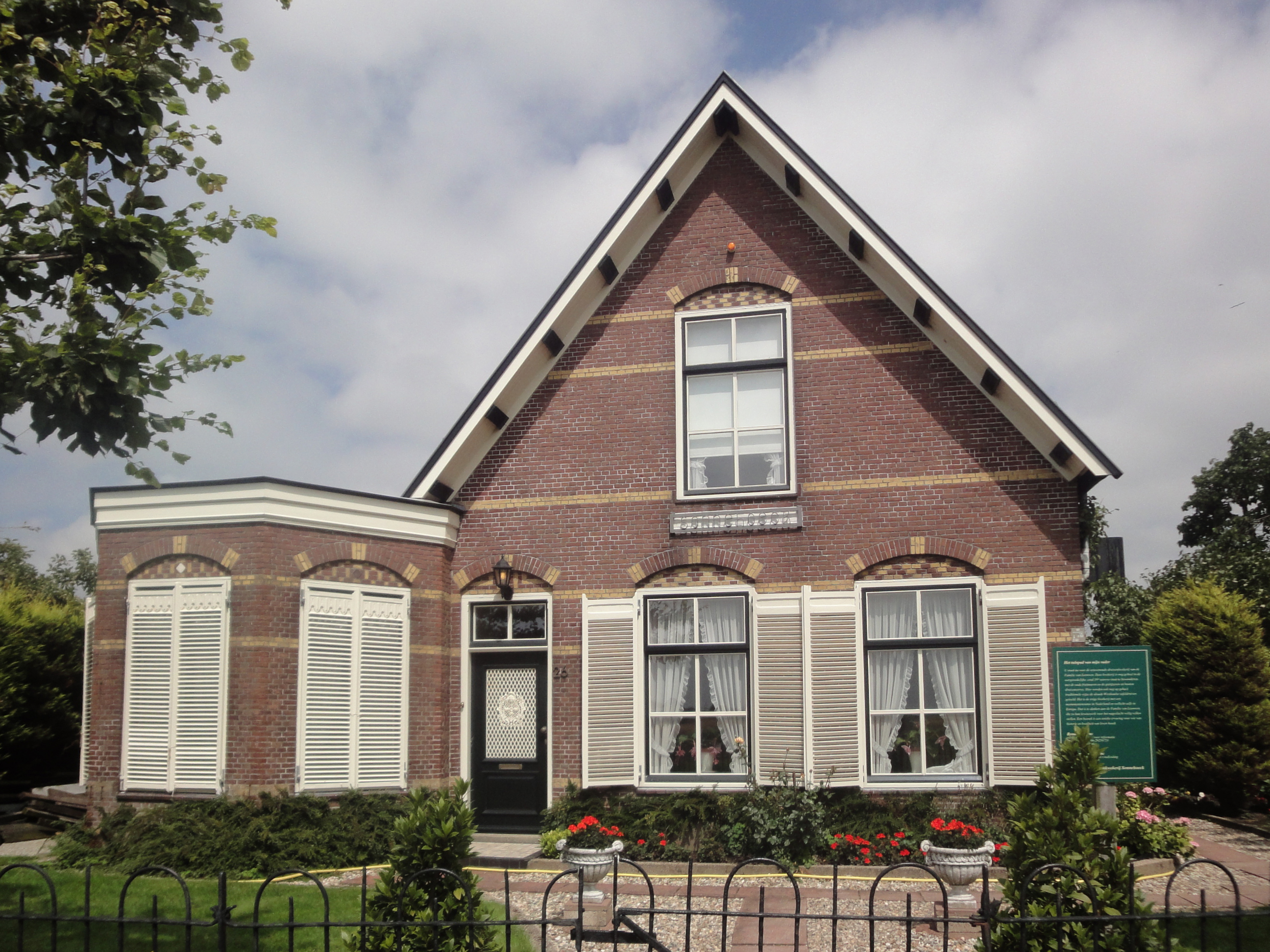
Tuinderswoning Sonnehoeck, Hollewatering 26
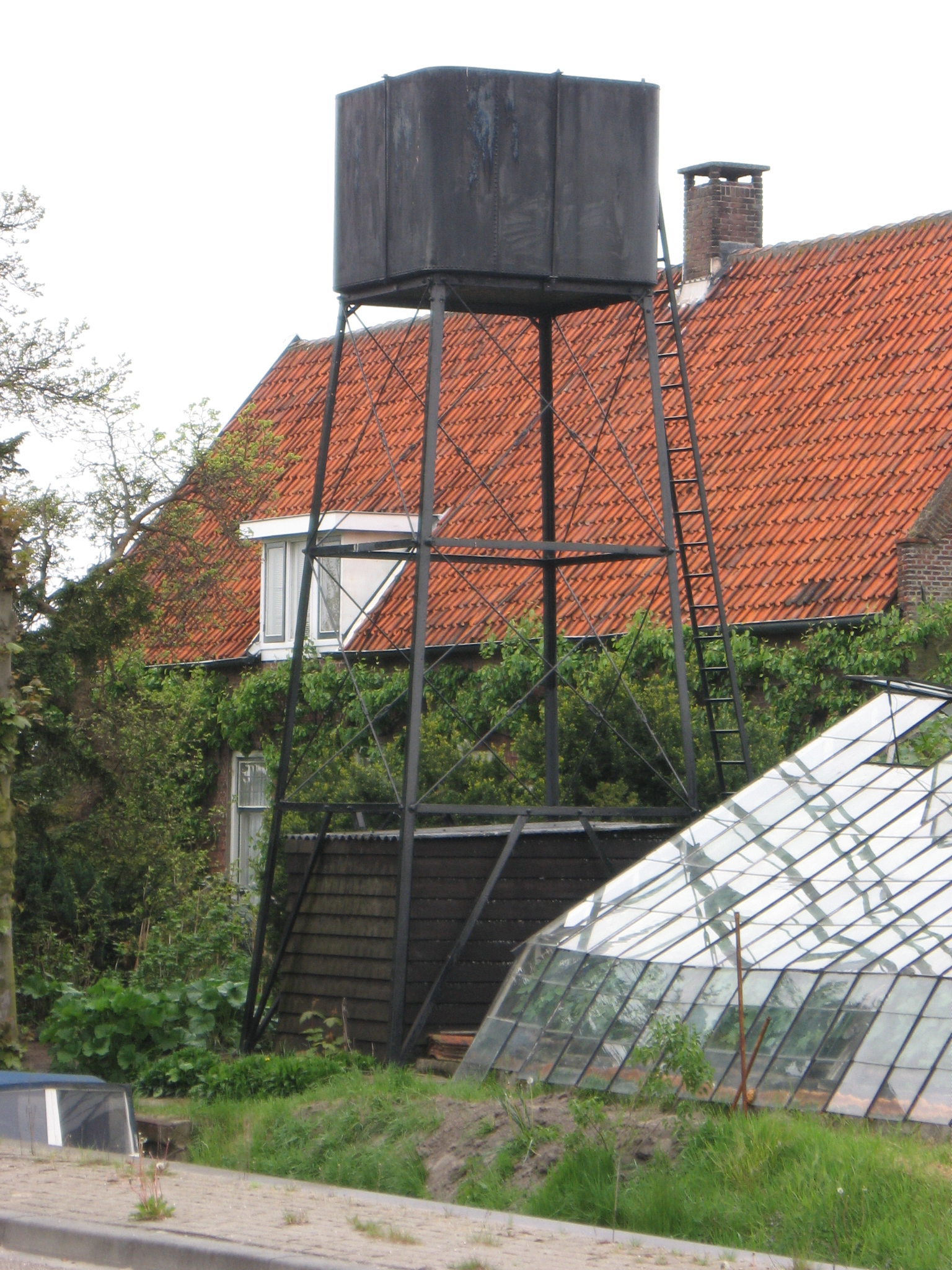
Watertoren aan de Hollewatering

Steden en dorpen: 's-Gravenzande · Ter Heijde · Honselersdijk · Kwintsheul · De Lier · Maasdijk · Monster · Naaldwijk · Poeldijk · Wateringen

Buurtschappen: Baakwoning · Blaker · Burgersdijk · De Driesprong · Heenweg · Mariëndijk· Nieuwe Tuinen · Oostbuurt · Rolpaal · Westerlee

Zuid-Holland: Steden en dorpen      Nederland: Provincies · Gemeenten
- Library of Congress Control Number: n88160774
- Nationale Bibliotheek van Israël: 987007562537905171
- Virtual International Authority File: 158383119